# I Do, I Do
I Do, I Do (hangeul: 아이두 아이두, latinizzazione riveduta: A-i du, a-i du) è una serie televisiva sudcoreana trasmessa su MBC dal 30 maggio al 19 luglio 2012.

## Trama
Hwang Ji-ahn è nella tarda trentina e lavora come direttrice in una fabbrica di scarpe; nonostante sia single, la cosa le piace e non le importa di sposarsi. Park Tae-kang, invece, ha solo un diploma di liceo, ma vuole diventare un disegnatore di scarpe. Dopo una notte passata insieme, Ji-ahn scopre di aspettare un figlio da Tae-kang e le loro vite subiscono un duro scossone. Lottando contro i rigidi costumi sociali, i due cercano di affrontare un mondo disordinato e impegnativo alla ricerca della vera felicità, pur vivendo in una società dove il comportamento moralmente accettabile è in continuo mutamento.

## Personaggi
- Hwang Ji-ahn, interpretata da Kim Sun-a
Una matura trentenne, è la direttrice di una famosa fabbrica di scarpe, accessorio che ama molto, e per lei il mondo è o bianco, o nero. Brusca, autoritaria e suscettibile, quando è sotto stress sbotta in crisi isteriche.
- Park Tae-kang, interpretato da Lee Jang-woo
Un ventenne, ha promesso di diventare ricco nel giro di dieci anni, ma ha solo un diploma di liceo e lavora come venditore di scarpe di lusso contraffatte.
- Jo Eun-sung, interpretato da Park Gun-hyung
È un affascinante ginecologo e buon partito. Anche se è vicino alla quarantina, conduce la vita di un ventenne.
- Yeom Na-ri/Jang Na-ri, interpretata da Im Soo-hyang
Si è laureata con lode all'istituto S-Mode ed è la vicepresidentessa della compagnia del padre, di cui è la figlia più piccola. Anche se appartiene a una famiglia ricca, ed è bella e intelligente, ha dovuto crescere nell'ombra come figlia di un'amante. Nel profondo ha un cuore vulnerabile che maschera con un comportamento freddo e grintoso.
- Park Kwang-seok, interpretato da Park Yeong-gyu
- Padre di Ji-ahn, interpretato da Yoon Joo-sang
- Lee Choong-baek, interpretato da Shin Seung-hwan
- Seol Bong-soo, interpretato da Jo Hee-bong
- Bong Joon-hee, interpretata da Kim Hye-eun
- Madre di Ji-ahn, interpretata da Oh Mi-yeon
- Signora Jang, interpretata da Oh Mi-hee
- Presidente Yeom, interpretato da Lee Dae-yeon
- Song Ha-yoon, interpretato da Kim Beom-yong
- Uhm Yoo-jin, interpretata da Baek Seung-hee
- Ma Seong-mi, interpretata da Kim Min-hee
- Yoo Da-in, interpretata da Han Ji-wan

## Ascolti
| Episodio | Data di trasmissione | Dati TNMS           | Dati TNMS                  | Dati AGB            | Dati AGB                   |
| Episodio | Data di trasmissione | A livello nazionale | Area metropolitana di Seul | A livello nazionale | Area metropolitana di Seul |
| -------- | -------------------- | ------------------- | -------------------------- | ------------------- | -------------------------- |
| 1        | 30 maggio 2012       | 8,2%                | 9,5%                       | 10,5%               | 12,4%                      |
| 2        | 31 maggio 2012       | 8,0%                | 9,6%                       | 9,8%                | 12,0%                      |
| 3        | 6 giugno 2012        | 9,2%                | 10,7%                      | 9,8%                | 10,3%                      |
| 4        | 7 giugno 2012        | 8,1%                | 9,5%                       | 9,0%                | 10,3%                      |
| 5        | 13 giugno 2012       | 10,0%               | 12,1%                      | 10,0%               | 12,0%                      |
| 6        | 14 giugno 2012       | 9,0%                | 11,3%                      | 9,2%                | 10,6%                      |
| 7        | 20 giugno 2012       | 8,2%                | 9,4%                       | 9,6%                | 10,4%                      |
| 8        | 21 giugno 2012       | 8,6%                | 10,2%                      | 8,9%                | 10,6%                      |
| 9        | 27 giugno 2012       | 8,2%                | 11,1%                      | 9,2%                | 10,4%                      |
| 10       | 28 giugno 2012       | 7,8%                | 9,3%                       | 9,3%                | 10,5%                      |
| 11       | 4 luglio 2012        | 8,1%                | 10,1%                      | 8,7%                | 9,8%                       |
| 12       | 5 luglio 2012        | 8,5%                | 10,4%                      | 9,1%                | 10,5%                      |
| 13       | 11 luglio 2012       | 9,3%                | 11,3%                      | 9,7%                | 11,0%                      |
| 14       | 12 luglio 2012       | 9,2%                | 11,0%                      | 8,9%                | 9,5%                       |
| 15       | 18 luglio 2012       | 8,3%                | 10,6%                      | 9,0%                | 9,9%                       |
| 16       | 19 luglio 2012       | 8,1%                | 9,9%                       | 9,1%                | 10,0%                      |
| Media    | Media                | 8,5%                | 10,4%                      | 9,3%                | 10,6%                      |

## Colonna sonora
1. Her Over Flowers (꽃보다 그녀) – Yesung
2. I Do – Park Ji-yoon
3. Running Man (Remastered) (러닝맨 (Remastered)) – Lee Won-suk
4. If It Were Me (나였으면) – Alex Chu
5. Like the First Time (처음처럼) – Kim Tae-hyung (EDEN)
6. I Do, I Do (아이두 아이두)
7. Victory Ji-ahn
8. Lucky Seven
9. Ha, Hai, Yeh!
10. Woman, Ji-ahn (여자, 지안)
11. Sweet and Warm
12. Love on High Heels
13. Kangaroo's Love (캥거루의 사랑)
14. Marcato Time
15. A Pretty Girl
16. No Sense
17. Sketch on an Easel
18. Decalcomania (데칼코마니)
19. Gloomy Day
20. 여자로 산다는 건
21. Tone on Tone
22. Let Me Know the Secret Take 1
23. Whimsy
24. Something Sweet
25. Gag Duo
26. A Clumsy Day
27. Let Me Know the Secret Take 2
28. Decalcomania Love (데칼코마니 러브)